# Mimikrija
Mimikrija je pojav, pri katerem se skozi evolucijo razvije podobnost med organizmom in nekim modelom, ki je pogosto organizem druge vrste. Lahko se nanaša na podobnost med vrstami ali podobnost med osebki iste vrste. Pogosto je njena vloga varovanje pred plenilci. Razvije se, če ciljni organizem (denimo plenilec) zazna podobnost med posnemovalcem in modelom ter zaradi tega spremeni svoje vedenje na način, ki koristi posnemovalcu. Podobnost je lahko vidna, zvočna, kemična, taktilna, električna ali v katerikoli kombinaciji teh čutnih modalitet. Včasih koristi obema organizmoma, ki sta si podobna, v tem primeru gre za mutualističen odnos. Lahko pa škodi modelu, v tem primeru lahko odnos opišemo kot zajedavski ali kompetitiven.
Za primer, ptiči prepoznajo užitne žuželke s pomočjo vida, izogibajo pa se takim z dražečimi izločki, ki so običajno svarilno obarvani (aposematski). Naiven mladič se ne bo izognil svarilno obarvanemu plenu in ga bo po možnosti tudi ubil, a se bo po prvi izkušnji naučil izogibanja drugim enako obarvanim osebkom v bodoče. Aposematski signali neužitnih vrst, ki živijo na istem območju, si z evolucijo postajajo vedno bolj podobni, zato izkušnja z eno vrsto koristi tudi osebkom druge vrste. Temu tipu mimikrije pravimo Müllerjeva mimikrija. Poleg tega pa se dogaja, da signal neužitne vrste prevzamejo še druge, ranljive vrste. To je Batesova mimikrija, ki zmanjšuje učinkovitost aposematizma.
V najširšem pomenu besede lahko mimikrija vključuje nežive ali nepremične modele, za tak pojav uporabljamo tudi izraz mimeza. Živali, kot so bogomolke, posnemalci, grbasti škržatki, gosenice pedicev idr. posnemajo paličice, lubje, liste, cvetove ali ptičje iztrebke. Mnoge živali imajo na telesu znamenja v obliki očes, ki naj bi posnemala oči večjih živali in prestrašila vsiljivce. Pri tem ni nujno, da so podobne očem kakšne konkretne živali in zaenkrat ne vemo zagotovo, da druge živali reagirajo nanje kot na oči.